# Mesure secondaire
 (mai 2012).
- Si vous ne connaissez pas le sujet, laissez ce bandeau (vous pouvez alors contacter les auteurs).
- Si vous supprimez le contenu mis en cause (vous pouvez préalablement contacter les auteurs),

argumentez précisément cette suppression dans la page de discussion
(un manque de référence n'est pas un argument ; une recherche réelle de référence doit avoir été effectuée, être formellement documentée).
En théorie de la mesure, la mesure secondaire associée à une mesure de densité positive ρ est, lorsqu'elle existe, une mesure de densité positive qui rend orthogonaux les polynômes secondaires associés aux polynômes orthogonaux pour ρ.

## Exemple
Sous certaines hypothèses que nous préciserons plus loin, il est possible d'obtenir l'existence d'une telle mesure et même de l'exprimer :
Par exemple si on travaille dans l'espace de Hilbert {\displaystyle L^{2}([0,1],\mathbb {R} ,\rho )}
{\displaystyle \forall x\in [0,1],\;\mu \left(x\right)={\frac {\rho \left(x\right)}{{\frac {\varphi ^{2}\left(x\right)}{4}}+\pi ^{2}\rho ^{2}\left(x\right)}}}
avec dans le cas général :
{\displaystyle \varphi \left(x\right)=\lim _{\varepsilon \to 0^{+}}2\int _{0}^{1}{\frac {\left(x-t\right)\rho \left(t\right)}{\left(x-t\right)^{2}+\varepsilon ^{2}}}\mathrm {d} t.}
Dans le cas où ρ est lipschitzienne :
{\displaystyle \varphi \left(x\right)=2\rho \left(x\right){\text{ln}}\left({\frac {x}{1-x}}\right)-2\int _{0}^{1}{\frac {\rho \left(t\right)-\rho \left(x\right)}{t-x}}\mathrm {d} t.}
Cette application φ est dite « réductrice » de ρ.
Dans un cadre plus général, μ et ρ sont reliées via leurs transformées de Stieltjes par la formule suivante :
{\displaystyle S_{\mu }\left(z\right)=z-c_{1}-{\frac {1}{S_{\rho }\left(z\right)}}}
où c1 est le moment d'ordre 1 de la mesure ρ.
Ces mesures secondaires, et la théorie qui les entoure, conduisent à quelques résultats surprenants, et permettent de retrouver de façon élégante un bon nombre de formules classiques d'analyse, principalement autour des fonctions Γ d'Euler, ζ de Riemann, et de la constante d'Euler-Mascheroni. Elles permettent aussi l'explicitation d'intégrales et de séries a priori difficiles avec une efficacité redoutable. Enfin elles permettent de résoudre des équations intégrales de la forme :
{\displaystyle f\left(x\right)=\int _{0}^{1}{\frac {g\left(t\right)-g\left(x\right)}{t-x}}\rho \left(t\right)\mathrm {d} t}
où g est la fonction inconnue, et conduisent à des théorèmes de convergence vers les mesures de Tchebychev et Dirac.

## Les grandes lignes de la théorie
Soit un espace mesuré par une mesure de densité positive ρ sur un intervalle I et admettant des moments de tout ordre. On peut construire une famille {\displaystyle (P_{n})_{n\in \mathbb {N} }} des polynômes orthogonaux pour la structure préhilbertienne induite par ρ. Soit {\displaystyle (Q_{n})_{n\in \mathbb {N} }} la famille des polynômes secondaires de la famille P. Sous certaines conditions il existe une mesure μ pour laquelle la famille Q est orthogonale. Cette mesure, que l'on peut expliciter en fonction de ρ est appelée mesure secondaire associée à la mesure initiale ρ.
Lorsque ρ est une densité de probabilité, une condition suffisante pour que μ admettant des moments de tout ordre soit secondaire associée à ρ est que sa transformée de Stieltjes soit donnée par une égalité du type :
{\displaystyle S_{\mu }(z)=a\left(z-c_{1}-{\frac {1}{S_{\rho }(z)}}\right)}
avec a constante arbitraire et c1 désignant le moment d'ordre 1 de ρ.
Pour {\displaystyle a=1} on obtient la mesure dite secondaire, remarquable au sens que pour {\displaystyle n\geq 1} la norme du polynôme Pn pour ρ coïncide exactement avec la norme du polynôme secondaire associé Qn au sens de la mesure μ. Dans ce cas primordial, et si l'espace engendré par les polynômes orthogonaux est dense dans {\displaystyle L^{2}\left(I,\mathbb {R} ,\rho \right)}, l'opérateur Tρ défini par {\displaystyle f(x)\mapsto \int _{I}{\frac {f(t)-f(x)}{t-x}}\rho (t){\rm {d}}t} créant les polynômes secondaires peut se prolonger en une application linéaire reliant l'espace {\displaystyle L^{2}\left(I,\mathbb {R} ,\rho \right)} à {\displaystyle L^{2}\left(I,\mathbb {R} ,\mu \right)} et devient une isométrie si on la restreint à l'hyperplan Hρ des fonctions orthogonales à P0 = 1.
Pour des fonctions quelconques de carré intégrables pour ρ, on obtient la formule plus générale de covariance :
{\displaystyle \langle f/g\rangle _{\rho }-\langle f/1\rangle _{\rho }\times \langle g/1\rangle _{\rho }=\langle T_{\rho }\left(f\right)/T_{\rho }\left(g\right)\rangle _{\mu }}
La théorie se poursuit en introduisant la notion de mesure réductible, au sens que le quotient ρ/μ est élément de {\displaystyle L^{2}\left(I,\mathbb {R} ,\mu \right)}. On établit alors les résultats suivants :
- La réductrice φ de ρ est un antécédent de ρ/μ pour l'opérateur Tρ. (En fait le seul antécédent élément de Hρ).
- Pour toute fonction de carré intégrable pour ρ, on a la formule dite de réduction : {\displaystyle \langle f/\varphi \rangle _{\rho }=\langle T_{\rho }(f)/1\rangle _{\rho }}.

L'opérateur {\displaystyle f\mapsto {\varphi \times f-T_{\rho }(f)}} défini sur les polynômes, se prolonge en une isométrie Sρ reliant l'adhérence de l'espace de ces polynômes dans {\displaystyle L^{2}\left(I,\mathbb {R} ,{\frac {\rho ^{2}}{\mu }}\right)} à l'hyperplan Hρ muni de la norme induite par ρ. Sous certaines conditions restrictives l'opérateur  Sρ agît comme adjoint de Tρ pour le produit scalaire induit par ρ.
Enfin, les deux opérateurs sont reliés aussi, sous réserve que les images en question soient définies, par la formule fondamentale de composition :
{\displaystyle T_{\rho }\circ S_{\rho }(f)={\frac {\rho }{\mu }}\times (f)}

## Cas de la mesure secondaire de lamesure de Lebesgue, et quelques autres exemples

### Mesure secondaire de Lebesgue
La mesure de Lebesgue sur l'intervalle standard [0, 1] est obtenue en prenant la densité constante ρ(x) = 1.
Les polynômes orthogonaux associés sont appelés polynômes de Legendre et peuvent être explicités par {\displaystyle P_{n}(x)={\frac {d^{(n)}}{dx^{n}}}\left(x^{n}(1-x)^{n}\right)}. La norme de {\displaystyle P_{n}} vaut {\displaystyle {\frac {n!}{\sqrt {2n+1}}}}. La relation de récurrence à trois termes s'écrit :
{\displaystyle 2\left(2n+1\right)\mathrm {X} P_{n}\left(\mathrm {X} \right)=-P_{n+1}\left(\mathrm {X} \right)+\left(2n+1\right)P_{n}\left(\mathrm {X} \right)-n^{2}P_{n-1}(\mathrm {X} ).}
La réductrice de cette mesure de Lebesgue est donnée par
{\displaystyle \varphi (x)=2\ln \left({\frac {x}{1-x}}\right).}
La mesure secondaire associée s'explicite alors comme
{\displaystyle \mu (x)={\frac {1}{\ln ^{2}\left({\frac {x}{1-x}}\right)+\pi ^{2}}}.}

### Exemples de mesures réductibles
Si l'on normalise les polynômes de Legendre, les coefficients de Fourier de la réductrice φ par rapport à ce système orthonormé sont nuls pour un indice pair et données par {\displaystyle C_{n}(\varphi )=-{\frac {4{\sqrt {2n+1}}}{n(n+1)}}} pour un indice n impair.
Les polynômes de Laguerre sont liés à la densité {\displaystyle \rho (x)={\rm {e}}^{-x}} sur l'intervalle {\displaystyle I=\left[0,+\infty \right[}.
Ils sont explicités par {\displaystyle L_{n}(x)={\frac {{\rm {e}}^{x}}{n!}}{\frac {{\rm {d}}^{n}}{{\rm {d}}x^{n}}}(x^{n}{\rm {e}}^{-x})=\sum _{k=0}^{k=n}{\binom {n}{k}}(-1)^{k}{\frac {x^{k}}{k!}}} et sont normés.
la réductrice associée est définie par {\displaystyle \varphi (x)=2\left[\ln(x)-\int _{0}^{+\infty }{\rm {e}}^{-t}\ln |x-t|{\rm {d}}t\right].}
Les coefficients de Fourier de la réductrice φ par rapport aux polynômes de Laguerre sont donnés par :
{\displaystyle C_{n}\left(\varphi \right)=-{\frac {1}{n}}\sum _{k=0}^{k=n-1}{\frac {1}{\binom {n-1}{k}}}}. Ce coefficient Cn(φ) n'est autre que l'opposé de la somme des éléments de la ligne d'indice {\displaystyle n} du tableau des nombres triangulaires harmoniques de Leibniz.
Les polynômes d'Hermite sont associées à la densité de Gauss {\displaystyle \rho (x)={\frac {{\rm {e}}^{-{\frac {x^{2}}{2}}}}{\sqrt {2\pi }}}} sur {\displaystyle I=\mathbb {R} }. Ils sont explicités par {\displaystyle H_{n}(x)={\frac {1}{\sqrt {n!}}}{\rm {e}}^{\frac {x^{2}}{2}}{\frac {d^{n}}{dx^{n}}}\left({\rm {e}}^{-{\frac {x^{2}}{2}}}\right)} et sont normés. La réductrice associée est définie par :
{\displaystyle \varphi (x)=-{\frac {2}{\sqrt {2\pi }}}\int _{-\infty }^{+\infty }t{\rm {e}}^{-{\frac {t^{2}}{2}}}\ln |x-t|{\rm {d}}t.}
Les coefficients de Fourier de la réductrice φ par rapport au système des polynômes d'Hermite sont nuls pour un indice pair et données par
{\displaystyle C_{n}(\varphi )=(-1)^{\frac {n+1}{2}}{\frac {\left({\frac {n-1}{2}}\right)!}{\sqrt {n!}}}} pour un indice n impair.
La mesure de Tchebychev de deuxième forme est définie par la densité {\displaystyle \rho (x)={\frac {8}{\pi }}{\sqrt {x(1-x)}}} sur l'intervalle [0, 1]. C'est la seule qui coïncide avec sa mesure secondaire normalisée sur cet intervalle standard. Sous certaines conditions elle apparait comme limite de la suite des mesures secondaires normalisées d'une densité donnée.

### Exemples de mesures non réductibles
Mesure de Jacobi de densité {\displaystyle \rho (x)={\frac {2}{\pi }}{\sqrt {\frac {1-x}{x}}}} sur ]0, 1[.
Mesure de Tchebychev de première forme de densité {\displaystyle \rho (x)={\frac {1}{\pi {\sqrt {1-x^{2}}}}}} sur ]–1, 1[.

## Suite(ρn)des mesures secondaires
La mesure secondaire μ associée à une densité de probabilité ρ a son moment d'ordre 0 égal à {\displaystyle d_{0}=c_{2}-(c_{1})^{2}} (c1 et c2 désignant les moments respectifs d'ordre 1 et 2 de ρ). 
Pour pouvoir itérer le procédé on normalise alors μ en définissant {\displaystyle \rho _{1}={\frac {\mu }{d_{0}}}} qui devient à son tour une densité de probabilité appelée naturellement mesure secondaire normalisée associée à ρ.
On peut alors définir de proche en proche à partir de ρ0 = ρ la suite {\displaystyle n\mapsto \rho _{n}},chaque terme étant la mesure secondaire normalisée du précédent.
Il est possible d'expliciter la densité ρn en utilisant les polynômes orthogonaux Pn pour ρ, les polynômes secondaires Qn et la réductrice associée φ. Cela donne la formule :
{\displaystyle \rho _{n}\left(x\right)={\frac {1}{d_{0}^{n-1}}}{\frac {\rho (x)}{\left(P_{n-1}(x){\frac {\varphi (x)}{2}}-Q_{n-1}(x)\right)^{2}+\pi ^{2}\rho ^{2}(x)P_{n-1}^{2}(x)}}}
Le coefficient {\displaystyle d_{0}^{n-1}} s'obtient facilement à partir des coefficients dominants des polynômes Pn–1 et Pn. On peut également expliciter la réductrice ϕn{\displaystyle \varphi _{n}} associée à ρ, ainsi que les polynômes orthogonaux correspondant à ρn.
Un très beau résultat concerne l'évolution de ces densités lorsque l'indice tend vers l'infini et que le support des mesures est l'intervalle standard [0, 1]. 
Soit la relation de récurrence à trois termes : {\displaystyle xP_{n}(x)=t_{n}P_{n+1}(x)+s_{n}P_{n}(x)+t_{n-1}P_{n-1}(x)}. 
Si {\displaystyle \lim _{n\mapsto \infty }t_{n}={\frac {1}{4}}} et {\displaystyle \lim _{n\mapsto \infty }s_{n}={\frac {1}{2}}}, alors la suite {\displaystyle n\mapsto \rho _{n}} converge complètement vers la densité de Tchebychev de deuxième forme {\displaystyle \rho _{tch}(x)={\frac {8}{\pi }}{\sqrt {x(1-x)}}}.
Ces conditions limites sont vérifiées par une très large classe de densités classiques.

### Mesures équinormales
On appelle ainsi deux mesures conduisant à la même densité secondaire normalisée. Il est remarquable que les éléments d'une classe donnée de même moment d'ordre 1 soient reliés par une homotopie. Plus précisément, si la densité ρ a son moment d'ordre 1 égal à c1, ces densités équinormales à ρ seront donnés par une formule du type
{\displaystyle \rho _{t}(x)={\frac {t\rho (x)}{\left[\left(t-1\right)(x-c_{1}){\frac {\varphi \left(x\right)}{2}}-t\right]^{2}+\pi ^{2}\rho ^{2}(x)(t-1)^{2}(x-c_{1})^{2}}},}
t décrivant un intervalle contenant ]0, 1].
Si μ est la mesure secondaire de ρ, celle de ρt est tμ.
La réductrice de ρt est : {\displaystyle \varphi _{t}(x)={\frac {2\left(x-c_{1}\right)-tG(x)}{\left((x-c_{1})-t{\frac {G(x)}{2}}\right)^{2}+t^{2}\pi ^{2}\mu ^{2}(x)}}} en notant G(x) la réductrice de μ.
Les polynômes orthonormaux pour la mesure ρt sont explicités à partir de n = 1 par la formule :
{\displaystyle P_{n}^{t}(x)={\frac {1}{\sqrt {t}}}\left[tP_{n}(x)+(1-t)(x-c_{1})Q_{n}(x)\right]} avec Qn secondaire associé à Pn
Il est remarquable aussi que, au sens des distributions, la limite lorsque t tend vers 0 par valeur supérieure de ρt soit la mesure de Dirac concentrée en c1. 
Pour exemple, les densités équinormales à la mesure de Tchebychev de deuxième forme sont définies par : {\displaystyle \rho _{t}(x)={\frac {2t{\sqrt {1-x^{2}}}}{\pi \left[t^{2}+4(1-t)x^{2}\right]}}} , avec t décrivant ]0, 2]. La valeur t = 2 donne la mesure de Tchebychev de première forme.

## Les plus belles applications
{\displaystyle \forall p>1\qquad {\frac {1}{\ln(p)}}={\frac {1}{p-1}}+\int _{0}^{+\infty }{\frac {{\rm {d}}x}{(x+p)(\ln ^{2}(x)+\pi ^{2})}}.}
{\displaystyle \gamma =\int _{0}^{+\infty }{\frac {\ln(1+{\frac {1}{x}}){\rm {d}}x}{\ln ^{2}(x)+\pi ^{2}}}} (avec γ constante d'Euler-Mascheroni).
{\displaystyle \gamma ={\frac {1}{2}}+\int _{0}^{+\infty }{\frac {{\overline {(x+1)\cos(\pi x)}}{\rm {d}}x}{x+1}}.}
(la fonction {\displaystyle x\mapsto {\overline {(x+1)\cos(\pi x)}}} désignant celle de période 2 coïncidant avec {\displaystyle x\mapsto (x+1)\cos(\pi x)} sur [–1, 1[).
{\displaystyle \gamma ={\frac {1}{2}}+\sum _{k=1}^{n}{\frac {\beta _{2k}}{2k}}-{\frac {\beta _{2n}}{\zeta (2n)}}\int _{1}^{+\infty }{\frac {E(t)\cos(2\pi t){\rm {d}}t}{t^{2n+1}}}}
(avec E fonction partie entière et β2n nombre de Bernoulli d'ordre 2n).
{\displaystyle \beta _{k}={\frac {(-1)^{k}k!}{\pi }}\Im \left(\int _{-\infty }^{\infty }{\frac {e^{x}{\rm {d}}x}{(1+e^{x})(x-i\pi )^{k}}}\right).}
{\displaystyle \int _{0}^{1}\ln ^{2n}\left({\frac {x}{1-x}}\right){\rm {d}}x=(-1)^{n+1}2(2^{2n-1}-1)\beta _{2n}\pi ^{2n}.}
{\displaystyle \int _{0}^{1}\int _{0}^{1}\cdots \int _{0}^{1}\left(\sum _{k=1}^{2n}{\frac {\ln(t_{k})}{\prod _{i\not =k}(t_{k}-t_{i})}}\right){\rm {d}}t_{1}{\rm {d}}t_{2}\cdots {\rm {d}}t_{2n}={\frac {(-1)^{n+1}(2\pi )^{2n}\beta _{2n}}{2}}.}
{\displaystyle \qquad \int _{0}^{+\infty }{\frac {e^{-\alpha x}{\rm {d}}x}{\Gamma (x+1)}}=e^{e^{-\alpha }}-1+\int _{0}^{+\infty }{\frac {1-e^{-x}}{\left[(\ln(x)+\alpha )^{2}+\pi ^{2}\right]}}{\frac {{\rm {d}}x}{x}}} (pour tout réel α).
{\displaystyle \sum _{n=1}^{+\infty }\left({\frac {1}{n}}\sum _{k=0}^{n-1}{\frac {1}{\binom {n-1}{k}}}\right)^{2}={\frac {4\pi ^{2}}{9}}=\int _{0}^{+\infty }4[\mathrm {Ei} (1,-x)+i\pi ]^{2}e^{-3x}{\rm {d}}x} (Ei désigne ici la fonction exponentielle intégrale).
{\displaystyle {\frac {23}{15}}-\ln(2)=\sum _{n=0}^{+\infty }{\frac {1575}{2(n+1)(2n+1)(4n-3)(4n-1)(4n+1)(4n+5)(4n+7)(4n+9)}}}
{\displaystyle K=\sum _{k=0}^{+\infty }{\frac {(-1)^{k}}{4^{k+1}}}\left({\frac {1}{(4k+3)^{2}}}+{\frac {2}{(4k+2)^{2}}}+{\frac {2}{(4k+1)^{2}}}\right)+{\frac {\pi \ln(2)}{8}}}
{\displaystyle K={\frac {\pi \ln(2)}{8}}+\sum _{n=0}^{\infty }(-1)^{n}{\frac {H_{2n+1}}{2n+1}}}
(K désigne la constante de Catalan est définie comme {\displaystyle \sum _{n=0}^{n=\infty }{\frac {(-1)^{n}}{(2n+1)^{2}}}} et {\displaystyle H_{2n+1}=\sum _{k=1}^{k=2n+1}{\frac {1}{k}}} nombre harmonique d'ordre 2n + 1).
Si la mesure ρ est réductible de réductrice associée φ, on a l'égalité : 
{\displaystyle \int _{I}\varphi ^{2}(x)\rho (x){\rm {d}}x={\frac {4\pi ^{2}}{3}}\int _{I}\rho ^{3}(x){\rm {d}}x.}
Si la mesure ρ est réductible de mesure secondaire associée μ, alors si f est de carré intégrable pour μ, et si g est de carré intégrable pour ρ et orthogonale à P0 = 1 on a l'équivalence :
{\displaystyle f(x)=\int _{I}{\frac {g(t)-g(x)}{t-x}}\rho (t){\rm {d}}t\Leftrightarrow g(x)=(x-c_{1})f(x)-T_{\mu }(f(x))={\frac {\varphi (x)\mu (x)}{\rho (x)}}f(x)-T_{\rho }\left({\frac {\mu (x)}{\rho (x)}}f(x)\right)}
(c1 désigne le moment d'ordre 1 de ρ et Tρ l'opérateur {\displaystyle g(x)\mapsto \int _{I}{\frac {g(t)-g(x)}{t-x}}\rho (t){\rm {d}}t}).